# Jesús Antúnez
Jesús Antúnez (Badajoz, 25 de diciembre de 1973) es un batería y productor español. Desde 1993 hasta 2015 fue batería del grupo madrileño Dover y posteriormente ha liderado la banda DIAVLO junto a Eduardo de la Mata y Mario Díez Llorente. Desde 2020 forma parte del grupo 8AD,y en el 2023 se suma a super grupo  toxikiller junto a Jorge Escobedo sober, Fernando Girón y Matt Houdini en un nuevo proyecto musical.

## Biografía
Jesús nació en Badajoz, aunque se mudó a Madrid, dónde, en 1992, gracias a un anuncio que publicó Cristina Llanos en un periódico, entró en el grupo de música Dover. 
Organizaba su tiempo en trabajar y tocar para el grupo, hasta que un día conoció a Julio Ruiz, director del programa de radio Disco Grande de Radio 3, que le pidió un favor y pusiese una maqueta del grupo que le prestó. Julio la puso y le gustó bastante. Poco después lanzarían su primer disco Sister, aunque el éxito musical internacional se lo llevarían con su siguiente disco, Devil Came to Me (del cual diseñó la portada, ya que era diseñador gráfico), que hizo que el grupo viviese de la música e hicieran giras por diferentes países. Se caracteriza por ser muy alegre y gracioso, habiendo protagonizado varias anécdotas, como hacer un par de conciertos totalmente desnudo. 
Se ha encargado de producir y mezclar varias canciones de Dover de discos como "Follow the city lights" o "I ka kené", al igual que en el disco "Complications".
Tras su etapa con Dover, ha liderado junto a Eduardo de la Mata y Mario Diez Llorente la banda DIAVLO, y ejerce labores de productor con grupos como Celia es Celíaca, A de Animal, Clara Montes y Feroe entre otros.
En mayo de 2020 reveló su nuevo proyecto musical, 8AD, mediante el lanzamiento de la canción "Cosmonauta". El grupo, que ha sido definido como una mezcla de alt rock, post punk y new wave, ha manifestado su intención de «trasladar al oyente y espectador a un universo paralelo en el tiempo y el lugar».

## Discografía

### Álbumes de estudio
| Año  | Álbum                                        | ESP | Ventas                      |
| ---- | -------------------------------------------- | --- | --------------------------- |
| 1995 | Sister                                       |     | Copias vendidas: 700 copias |
| 1997 | Devil came to me                             | 1   | Copias vendidas: 1.000.000  |
| 1999 | Late at night                                | 1   | Copias vendidas: 300.000    |
| 2001 | I was dead for 7 weeks in the city of angels | 1   | Copias vendidas: 200.000    |
| 2003 | The Flame                                    | 12  | Copias vendidas: 50.000     |
| 2006 | Follow the city lights                       | 4   | Copias vendidas: 170.000    |
| 2010 | I ka kené                                    |     | Copias vendidas: 5.000      |
| 2015 | Complications                                |     |                             |
| 2018 | DIAVLO                                       |     |                             |

### Recopilatorios
| Año  | Álbum | ESP | Ventas                  | Información                                                   |
| ---- | ----- | --- | ----------------------- | ------------------------------------------------------------- |
| 2007 | 2     | 30  | Copias vendidas: 40.000 | 2 CD Álbum doble recopilatorio + 5 remezclas + 1 tema inédito |

### Especiales
- 2002: "It's good to be me"

### DVD
- 2003: "DOVER: 1993-2003"

### Video
- 2001: "DOVER Came To Me"